# Willow Hill
Willow Hill è un villaggio degli Stati Uniti d'America, situato nello Stato dell'Illinois, nella contea di Jasper.